# Helmut Hirt
Helmut Hirt (* 12. Mai 1958 in Hartberg) ist ein österreichischer Politiker (SPÖ) und war von 2005 bis 2009 Landesrat in der Steiermärkischen Landesregierung. 

## Ausbildung und Beruf
Nach dem Besuch der Volks- und Hauptschule wechselte Helmut Hirt 1972 an das BORG Hartberg, das er 1976 mit der Matura abschloss. Er leistete danach von 1976 bis 1977 den Präsenzdienst ab und arbeitete ab 1978 als Sicherheitswachebeamter bei der Bundespolizeidirektion Graz, wobei er von 1978 bis 1979 die Grundausbildung der Sicherheitswache absolvierte. Hirt arbeitete bis 1984 als Sicherheitswachebeamter und studierte daneben von 1979 bis 1983 Rechtswissenschaft an der Universität Graz. Er schloss sein Studium 1983 mit dem akademischen Grad Mag. ab und absolvierte danach von 1984 bis 1985 die Verwaltungsakademie des Bundes mit Dienstprüfung für die Verwendungsgruppe A. Daneben war er von 1984 bis 1985 als Strafreferent und Kripo-Leiter bei der Bundespolizeidirektion Leoben eingesetzt und übernahm von 1985 bis 1991 die Leitung der Verwaltungspolizeilichen Abteilung bei der Sicherheitsdirektion Steiermark. Danach war Hirt von 1991 bis 1998 als Büroleiter des Landesrats für Gesundheit und Spitäler tätig und von 1998 bis 2005 Stellvertretender Landesamtsdirektor. Zudem arbeitete er von 1997 bis 2002 als Geschäftsführer des Steiermärkischen Krankenanstalten-Finanzierungsfonds und war von 2002 bis 2005 Büroleiter des Ersten Landeshauptmannstellvertreters Franz Voves. Von Jänner 2010 bis Mai 2020 war er Landesamtsdirektor, zu seiner Nachfolgerin wurde Brigitte Scherz-Schaar bestellt.

## Politik
Nach dem Wahlsieg der SPÖ Steiermark unter Franz Voves bei der Landtagswahl 2005 stieg der Voves-Vertraute Hirt in die Landesregierung auf. Er wurde am 25. Oktober 2005 als Landesrat angelobt und übernahm die Ressorts Gesundheit, Spitäler und Personal. 
Am 8. September 2009 wurde von Franz Voves eine Neuverteilung der Ressorts der Landesregierung bekannt gegeben. Am 21. September 2009 trat Hirt als Landesrat zurück, um sich für das Amt des Landesamtsdirektors zu bewerben. Die Gesundheitsagenden übernahm von ihm Landesrätin Bettina Vollath, die Personalangelegenheiten gingen ins Ressort des neuen Landesrates Siegfried Schrittwieser. Hirt führte seine Versetzung aus der Landesregierung in die Landesamtsdirektion auf eine knappe Abstimmungsniederlage zurück, die er im Landtag am 7. Juli 2009 wegen der geplanten Schließung der Chirurgieabteilung am Landeskrankenhaus Bad Aussee erlitten hatte.

## Privates
Hirt wohnt in Hartberg, ist verheiratet und Vater einer erwachsenen Tochter. 

## Auszeichnungen
Beim Neujahrsempfang am 13. Jänner 2017 in der Aula der Alten Universität in Graz erhielt er das Ehrenzeichen Groß Silber mit dem Stern des Landesfeuerwehrverbandes Steiermark.